# Championnat d'Italie de rugby à XV 1938-1939
Navigation
Serie A 1937-1938 Serie A 1939-1940
Le Championnat d'Italie de rugby à XV 1938-1939 est la 11e édition de l'histoire du rugby à XV. Le format est le même que lors de la saison précédente et l'Amatori Milan remporte pour la 9e fois le titre.

## Équipes participantes
Les huit équipes participantes sont les suivantes :
| - AS Roma - Amatori Milan - GUF Torino - Napoli | - GUF Parma - Rugby Torino - GUF Padova - GUF Roma |

## Classement
| Rang | Club                    | J  | V  | N | D  | Pm  | Pe  | Diff | Pts |
| ---- | ----------------------- | -- | -- | - | -- | --- | --- | ---- | --- |
| 1    | Amatori Rugby Milan (T) | 14 | 12 | 1 | 1  | 299 | 46  | +253 | 25  |
| 2    | GUF Torino              | 14 | 9  | 3 | 2  | 109 | 46  | +63  | 21  |
| 3    | GUF Parma               | 14 | 7  | 3 | 4  | 82  | 70  | +12  | 17  |
| 4    | AS Roma                 | 14 | 5  | 3 | 6  | 76  | 106 | -30  | 13  |
| 5    | Rugby Torino            | 14 | 5  | 2 | 7  | 66  | 84  | -18  | 12  |
| 6    | GUF Roma                | 14 | 3  | 3 | 8  | 70  | 127 | -57  | 9   |
| 7    | GUF Padova              | 14 | 4  | 1 | 9  | 61  | 144 | -83  | 9   |
| 8    | Napoli                  | 14 | 2  | 2 | 10 | 70  | 210 | -140 | 6   |

|  | Vainqueur (no 1)         |
|  | T : tenant du titre 1938 |

Attribution des points :  victoire : 2, match nul : 1, défaite : 0.

## Vainqueur
| Entraîneur |                        |                                                      |
| Avants     | Pilier                 | Barutta, Clerici, Cleva, Lodigiani, Maschi, Monguzzi |
| Avants     | Talonneur              | Poggi                                                |
| Avants     | Deuxième ligne         | C. Barzaghi II, Beca, Galli, Ghezzi                  |
| Avants     | Troisième ligne aile   | Cavalieri, Tagliabue, Visentin, Zamboni              |
| Avants     | Troisième ligne centre | A. Barzaghi III, Bevilacqua, Ferrini, Tosi           |
| Arrières   | Demi de mêlée          | Centinari II, Cova, Gorni                            |
| Arrières   | Demi d'ouverture       | Bottonelli, Cazzini, Re Garbagnati, Sgorbati         |
| Arrières   | Centre                 | Maffioli, Testoni                                    |
| Arrières   | Ailier                 | Campagna, Panzeri                                    |
| Arrières   | Arrière                |                                                      |